# Шалак Оксана Іванівна
Шала́к Окса́на Іва́нівна (* 14 січня 1966, с. Оленівка, Могилів-Подільський район, Вінницька область) — українська поетеса, фольклорист. Член Національної спілки письменників України (1989). Кандидат філологічних наук (1995).

## Біографія
Закінчила філологічний факультет Київського державного університету імені Т. Г. Шевченка (1989). Працювала науковим співробітником у Державному музеї Тараса Шевченка (1989–1993), старшим науковим співробітником в Інституті українознавства (1993–2003), науковим співробітником (зараз — старший науковий співробітник) Інституту мистецтвознавства, фольклористики та етнології імені М. Т. Рильського НАН України (2003-2015).

## Творчість
Поезії друкувалися в часописах «Київ», «Дніпро», «Ранок», «Березіль», «Дзвін», «Світовид», «Згар», «Літературний Львів» та інших періодичних виданнях. Вірші увійшли до антологій «Стоголосся» (2002), «Сто поетів Вінниччини за сто років» (2003), «Радосинь» (2004), «На лузі Господньому» (2007), «Улюблені вірші про кохання» (2007), «Червоне і чорне» (2011), до альманаху «Сонячна Мальвія» (2006, 2007), хрестоматії «Пори року» (2003).

Авторка поетичних книг «Дика пташка» (1991), «Вино неможливого» (1996), «При світлі снігів» (2001), «Сім високих небес» (2006), «Молитва про сад» (2012). Поезію О. Шалак перекладено білоруською і сербською мовами. Перекладає вірші білоруських поетів.
Авторка монографії «Фольклористична діяльність Андрія Димінського» (К., 2009), «Український фольклор Поділля в записах і дослідженнях ХІХ — початку ХХ століття» (K., 2014) та близько 60 наукових статей. Учасниця багатьох міжнародних конференцій і симпозіумів, у тім числі в Оломоуці (Чехія), Белграді (Сербія), Мінську (Білорусь), Москві (Росія).

## Премії та відзнаки
- Премія імені Мирона Утриска;
- Всеукраїнська літературна премія імені Михайла Коцюбинського у 2015 р. за монографію «Український фольклор Поділля в записах і дослідженнях ХІХ — початку ХХ століття» (2014) та збірку лірики «Молитва про сад» (2012);[1]
- Літературна премія імені Михайла Стельмаха журналу «Вінницький край» (2019).[2]